# Ichirō Hatoyama
Pour les articles homonymes, voir Hatoyama.
Ichirō Hatoyama (鳩山 一郎, Hatoyama Ichirō, 1er janvier 1883, Ushigome, Tokyo - 7 mars 1959, Bunkyō, Tokyo) est un homme d'État japonais. Il était 52e, 53e et 54e Premier ministre du Japon, respectivement du 10 décembre 1954 au 19 mars 1955, du 19 mars 1955 au 22 novembre 1955 et du 22 novembre 1955 au 23 décembre 1956. Issu d'une famille présente sur la scène politique japonaise depuis 1892, il est l'une des principales figures de l'après-guerre, dans les années 1950 tout particulièrement. D'abord rival au sein de la droite conservatrice libérale de Shigeru Yoshida, il a participé avec ce dernier à la création du Parti libéral-démocrate (PLD) dont il a été le premier président de 1955 à 1956.

## Famille

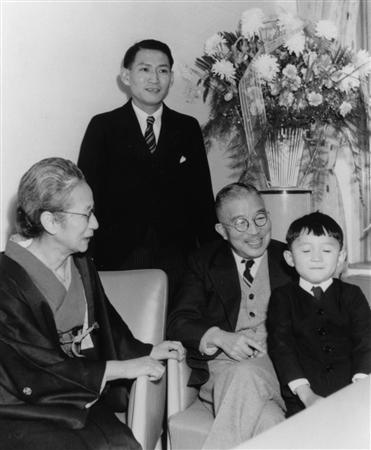
Ichirō Hatoyama (2e à dr.) en compagnie de son épouse Kaoru (à g.), de son fils Iichirō Hatoyama (au centre, debout) et de son petit-fils Yukio (à dr.) en 1953

Ichirō Hatoyama est le fils aîné de Kazuo Hatoyama et de son épouse Haruko, née Taga. Son père, né Ogawa, a été adopté comme héritier de la famille de samouraïs des Hatoyama, dépendant à l'époque féodale du clan Miura, daimyō du domaine de Katsuyama dans la province de Mimasaka (correspondant plus ou moins à la ville actuelle de Maniwa dans la préfecture d'Okayama). Les Hatoyama sont tout particulièrement Ōrusui-yaku (大留守居役), c'est-à-dire les gardiens de la résidence des seigneurs Miura à Edo en leur absence et donc leurs représentants auprès des autorités du bakufu des Tokugawa durant cette période. Kazuo Hatoyama, avocat (bâtonnier du barreau de Tokyo à la fin de sa vie) et professeur à l'université impériale de Tokyo puis principal de la Tokyo Senmon Gakko (actuelle université Waseda), a été député pour le 9e district de la capitale (qui comprend les trois anciens arrondissements de Koishikawa, aujourd'hui partie de celui de Bunkyō, Ushigome et Yotsuya, de nos jours inclus dans Shinjuku) de 1892 à 1902 puis, après une réforme de la carte législative, pour l'unique circonscription urbaine, réunissant les villes et arrondissements spéciaux, de Tokyo, au scrutin majoritaire plurinominal, de 1902 à son décès en 1911. Il a été le 4e président de la Chambre des représentants du Japon de 1896 à 1897, ainsi que l'une des figures du mouvement libéral et parlementariste de la fin de l'ère Meiji, partisan de Shigenobu Ōkuma qu'il a suivi au Parti de la réforme constitutionnelle (Rikken Kaishintō) de 1892 à 1896, au Parti progressiste (Shinpotō) de 1896-1898, au Parti constitutionnel (Kenseitō) en 1898 et au Vrai parti constitutionnel (Kensei Hontō) de 1898 à 1907 avant de rejoindre la Fraternité du gouvernement constitutionnel (Rikken Seiyūkai) d'Hirobumi Itō, plus conservateur, de 1907 à 1911. Pro-occidental, il a activement milité durant toute sa carrière pour la création d'une diplomatie parlementaire sur le modèle du système de Westminster et se montre hostile au hanbatsu ou partage tacite des principales responsabilités militaires et civiles entre les héritiers des deux anciens grands domaines féodaux rivaux de Chōshū et de Satsuma durant l'ère Meiji. La mère d'Ichirō Hatoyama, Haruko, a fondé l'université pour femmes Kyōritsu.
Ichirō Hatoyama est aussi le beau-frère de Suzuki Kisaburō (époux de sa sœur aînée Kazuko) qui fut président du Rikken Seiyūkai de 1932 à 1937, ministre de la Justice en 1924 et de 1931 à 1932 et de l'Intérieur de 1927 à 1928 et en 1932. Son frère cadet, Hideo Hatoyama, va lui aussi connaître une carrière politique en tant que député pour le 2e district de la préfecture de Chiba (à savoir les quatre districts ruraux d'Inba, de Kaijō, de Sōsa et de Katori) au scrutin majoritaire plurinominal de 1932 à 1936 sous les couleurs du Rikken Seiyūkai également de 1932 à 1936.
Il a épousé en 1908 Kaoru Terada, fille adoptive de l'ancien samouraï Sakae Terada, devenu une figure du groupe nationaliste pan-asiatique de la Société de l'Océan noir et membre nommé par l'empereur de la Chambre des pairs de 1923 à son décès en 1926, ancienne étudiante de l'université pour femmes Kyōritsu dont elle a pris la direction à la suite de Haruko Hatoyama. Ils ont eu six enfants :
- Yuriko (1909-2000) qui a épousé le président de la Japan bank for international cooperation, Jun'ichi Furusawa.
- Reiko (1912-) qui a épousé son cousin germain Michio Hatoyama.
- Setsuko (1916-).
- Iichirō Hatoyama (1918-1993), membre PLD de la Chambre des conseillers au scrutin majoritaire plurinominal national de 1974 à 1992 et ministre des Affaires étrangères de 1976 à 1977, il est le gendre du fondateur de Bridgestone Shōjirō Ishibashi, dont il a épousé l'héritière.
- Keiko (1921-), épouse du président de l'Association japonaise des producteurs de charbon Shigeru Yamanaka.
- Nobuko (1924-), artiste-peintre, épouse du chef d'orchestre Akeo Watanabe.

Yukio Hatoyama, ancien président du Parti démocrate du Japon (PDJ), et Premier ministre de 2009 à 2010, et Kunio Hatoyama, membre du PLD et ministre de la Justice du Japon de 2007 à 2008, sont ses petits-fils. L'importance de la famille Hatoyama dans la vie politique japonaise depuis le XIXe siècle, sa richesse et la carrière quasiment simultanée des deux frères Yukio et Kunio ont valu à ces derniers d'être régulièrement comparés aux Kennedy.

## Formation et carrière d'avocat
Il fait sa scolarité à Tokyo, d'abord au sein de l'école élémentaire puis du collège Kōtō Shihan (actuelle école élémentaire et collège-lycée d'Otsuka de l'université de Tsukuba) dans l'ancien arrondissement de Kanda (aujourd'hui dans Chiyoda) jusqu'en 1900, et dans l'ancien premier lycée du Japon dans l'ancien arrondissement de Hongō (aujourd'hui dans Bunkyō) dont il sort en mars 1903. Comme son père avant lui, il est diplômé en droit britannique de la faculté de droit de l'université impériale de Tokyo en mars 1907, et devient avocat. Toutefois, le décès de son père (atteint du cancer de l'œsophage et de la malaria) en 1911 fait de lui le nouveau chef de famille et le pousse à prendre sa succession en politique.

## Une première carrière auSeiyūkaiavant-guerre

### Ascension politique
Il est d'abord élu au siège que détenait Kazuo Hatoyama au conseil municipal de la ville de Tokyo depuis 1908, lors d'une élection partielle en 1912. Puis, lors des élections législatives générales du 25 mars 1915, il est élu pour la première fois à sa place à la Chambre des représentants au scrutin majoritaire plurinominal dans l'ancienne circonscription urbaine de Tokyo, sous les couleurs du parti parlementariste mais conservateur du Rikken Seiyūkai désormais dirigé par Takashi Hara (le premier roturier à avoir accédé à ce poste, il est le 2e parti du scrutin avec 108 sièges sur 381, derrière le Rikken Dōshikai ou Association des amis constitutionnels de Takaaki Katō, plus progressiste et partisan du suffrage universel masculin). Il est réélu au même mode de scrutin aux législatives suivantes du 20 avril 1917, qui voient le Rikken Seiyūkai arriver en tête (et former l'année suivante le premier gouvernement entièrement constitué par un seul parti). Par la suite, en raison de réformes électorales ou de découpages des circonscriptions, Ichirō Hatoyama est élu dans l'ancien 10e district de Tokyo (limité à l'ancien arrondissement de Koishikawa) au scrutin uninominal majoritaire à un tour de 1920 à 1928, puis de l'ancien 2e district de Tokyo (soit les anciens arrondissements de Kanda, aujourd'hui partie de Chiyoda, Koishikawa, Hongō désormais quartier de Bunkyō et Shitaya réuni de nos jours à Taitō) au scrutin majoritaire plurinominal de 1928 à 1946.
Après l'assassinat de Takashi Hara le 4 novembre 1921, il fait partie des réformistes sociaux et institutionnels qui veulent aller plus loin dans le sens d'une démocratie populaire et qui se regroupent autour du ministre de l'Intérieur Takejirō Tokonami, tandis que les plus conservateurs s'assemblent autour du vicomte et nouveau Premier ministre Korekiyo Takahashi. Cela aboutit à une scission le 29 janvier 1924 : 148 députés partisans de Takejirō Tokonami (dont Hatoyama) quittent le parti et créent le « Parti principal des Amis politiques » (政友本党, Seiyū Hontō). Mais il s'oppose fortement au rapprochement opéré en 1925 entre ce parti et l'Association constitutionnaliste (Kenseikai) de Reijirō Wakatsuki pour rejeter dans l'opposition le Seiyūkai, et finit donc par quitter le mouvement dès le 29 décembre 1925. Avec 26 de ses partisans, il crée alors le 15 janvier 1926 son propre groupe à la Chambre des représentants, l'« Association des esprits semblables » (Dōkōkai), qui se dissout dès le 12 février suivant pour revenir dans le Seiyūkai désormais présidé par Giichi Tanaka, dont Hatoyama devient un proche.

### Premières expériences ministérielles

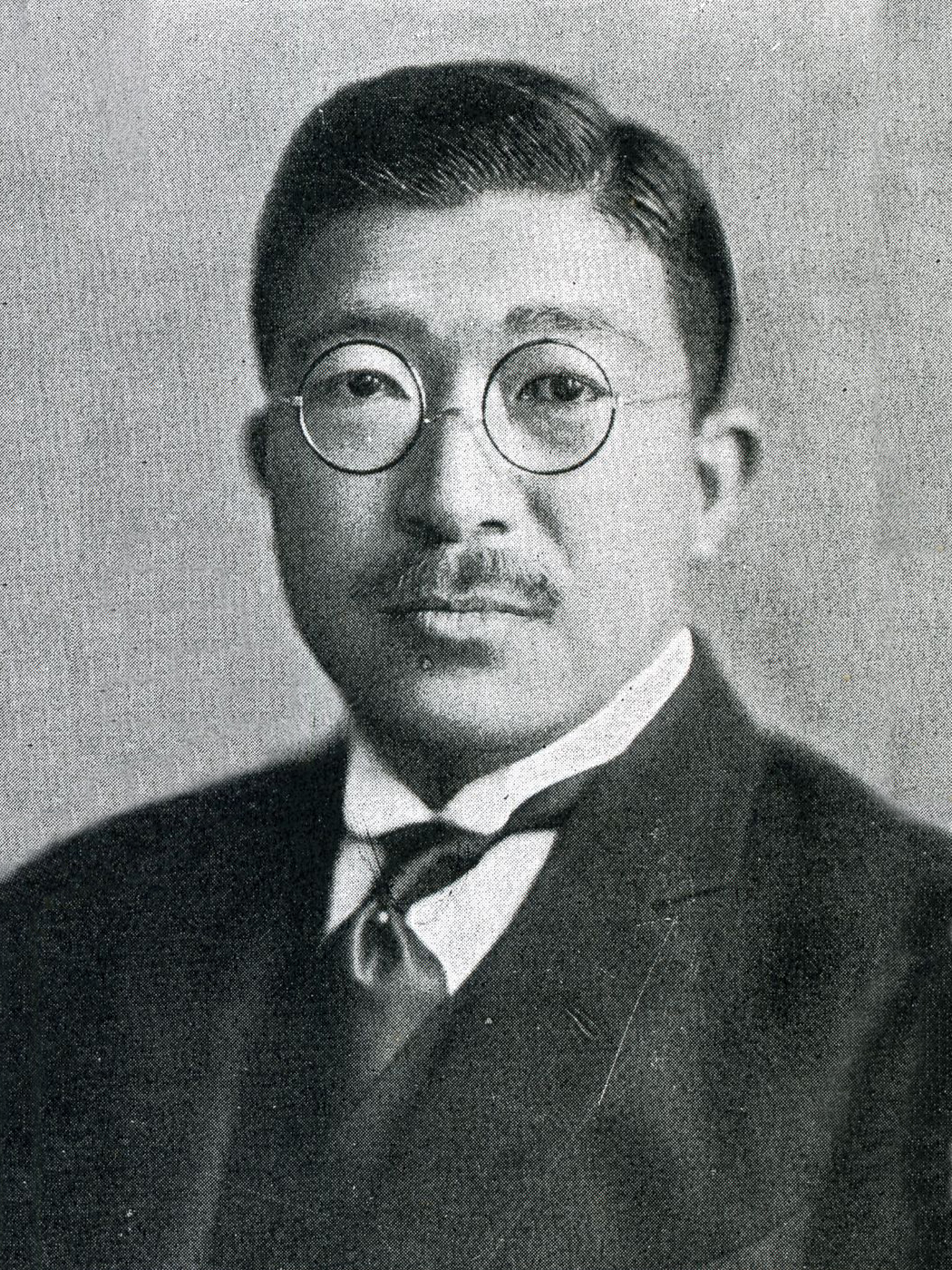
Le ministre de l'Éducation Ichirō Hatoyama en 1932

Lorsque le Seiyūkai retrouve le pouvoir à la faveur de la crise financière Shōwa qui a fait chuté le gouvernement du Kenseikai le 20 avril 1927, Giichi Tanaka devient Premier ministre et nomme Hatoyama dans son gouvernement, en place du 20 avril 1927 au 2 juillet 1929, au poste stratégique de secrétaire général du Cabinet.
De retour dans l'opposition en 1929, il mène avec le nouveau président du parti Tsuyoshi Inukai les attaques contre le Premier ministre du Parti démocratique constitutionnel (Rikken Minseitō ou Minseitō, créé en 1927 par la fusion du Kenseikai et du Seiyū Hontō), Osachi Hamaguchi, concernant la signature du traité naval de Londres le 22 avril 1930 avec le Royaume-Uni, la France, les États-Unis et l'Italie afin de limiter les navires de guerre de chaque marine. Hatoyama et Inukai reprochent à cette décision d'aller à l'encontre du commandement suprême de la force militaire par l'empereur. Le 13 décembre 1931, face aux attaques répétées du Rikken Seiyūkai, des militaires (surtout de la marine impériale) et de la Chambre des pairs, le Cabinet Minseitō de Reijirō Wakatsuki chute et l'empereur nomme pour le remplacer Tsuyoshi Inukai. Celui-ci, afin d'obtenir une majorité, décide de faire dissoudre la Chambre des représentants le 21 janvier 1932. Et, aux législatives anticipées du 20 février 1932, le Rikken Seiyūkai obtient une très nette majorité avec 301 sièges sur 466.
Tsuyoshi Inukai nomme le 13 décembre 1931 Ichirō Hatoyama au poste de ministre de l'Éducation. Après l'assassinat du Premier ministre et la tentative de coup d'État menée par des soldats radicaux lors de l'incident du 15 mai 1932, le Rikken Seiyūkai et le Minseitō s'unissent dans un gouvernement d'unité nationale tendant à s'opposer à l'influence croissante des factions militaires (ou gunbatsu) dans les affaires politiques. Ichirō Hatoyama conserva alors le poste de ministre de l'Éducation dans le Cabinet de l'amiral Makoto Saitō, un militaire partisan de la démocratie et hostile au gunbatsu. Il le reste du 26 mai 1932 au 3 mars 1934. En mai 1933, il menace d'interdire d'enseignement le professeur de droit de l'université impériale de Kyoto, Yukitori Takigawa, afin de condamner ses théories appelant la justice à comprendre les racines sociales de la déviance de certains individus, que Hatoyama juge comme des « pensées dangereuses » et estimant que « cela ne marchera pas d'avoir quelqu'un embrassant de telles théories donner des discours un peu partout et s'appeler un professeur d'université impériale ». Cette décision provoque une vive réaction de la part des confrères de Takigawa au sein de la faculté de droit, qui démissionnent tous en bloc, provoquant ainsi ce qui est appelé l'incident de Takigawa. Hatoyama décide finalement d'accepter formellement en juillet 1933 la démission de Takigawa et de quelques autres professeurs, afin de ne pas donner l'image d'intervenir directement dans le processus de gestion du personnel des universités. Il doit démissionner le 3 mars 1934, étant l'une des premières victimes du scandale de Teijin qui finit par faire tomber le reste du gouvernement de Makoto Saitō le 8 juillet suivant.

### Opposant au sein duSeiyūkaiau «Nouveau système»
Il soutient son beau-frère Kisaburō Suzuki, qui fait retourner le Seiyūkai dans l'opposition, contre Takejirō Tokonami (qui était revenu au sein du parti en 1929) qui pour sa part décide de s'associer au nouveau gouvernement de l'amiral Keisuke Okada (autre militaire modéré, anti-gunbatsu et pro-démocratie) principalement soutenu par le Minseitō. Mais l'échec aux élections législatives du 20 février 1936 (le Seiyūkai retombe alors à 175 sièges sur 466 contre 205 au Minseitō et 20 au Shōwakai de Takejirō Tokonami) affaiblit les positions de Kisaburō Suzuki qui doit accepter de revenir dans un gouvernement d'union nationale et finit par abandonner la présidence du parti en février 1937. Une direction collégiale est alors mise en place entre quatre personnes : Ichirō Hatoyama, le ministre des Chemins de fer Yonezō Maeda, celui de l'Agriculture Toshio Shimada et Chikuhei Nakajima. Aux élections suivantes du 30 avril 1937, le Rikken Seiyūkai se maintient à 175 sièges sur 466, mais réduit son écart avec le Minseitō puisque celui-ci redescend à 179 députés.
Il apparaît bientôt comme l'un des principaux opposants au sein du Seiyūkai au « Nouveau système » et au « Nouveau parti » mis en avant par le prince Fumimaro Konoe, visant à unir les intérêts de la gunbatsu, de l'aristocratie et des membres des partis constitutionnalistes conservateurs à la Diète pour créer un régime nationaliste, impérialiste et finalement totalitaire. Des pressions de plus en plus fortes apparaissent à partir de 1938 pour retrouver une présidence unitaire et une majorité souhaite soutenir le gouvernement de Fumimaro Konoe ainsi que la loi de mobilisation générale de l'État : Ichirō Hatoyama souhaite se présenter à la présidence et entre en rivalité pour le poste avec Chikuhei Nakajima. Cela aboutit en avril 1939 à une scission au sein du parti qui se divise en deux « factions » : d'une part la « Faction orthodoxe » (正統派, Seitō-ha), qui comprend une minorité assez large (70 députés) et défend la position anti-militariste de Hatoyama et est dirigée par l'un de ses lieutenants, Fusanosuke Kuhara ; d'autre part, l'« Alliance réformiste » (革新同盟, Kakushin Dōmei) pro-gunbatsu de Chikuhei Nakajima, qui réunit une petite majorité du parti (98 députés). 12 parlementaires seulement refusent de s'affilier à l'un ou l'autre groupe et se réunissent sous la conduite de Tsuneo Kanemitsu.
Le 7 mars 1940, il fait partie des 121 députés qui s'abstiennent ostensiblement lors du vote sur l'expulsion de la Diète du député du Rikken Minseitō Takao Saitō, voulue par le gouvernement et les partisans du « nouveau système » en raison du discours prononcé par ce dernier à la Chambre le 2 février 1940 et dans lequel il critiquait crument la poursuite et les justifications de la « guerre sainte » (cette déclaration est alors surnommée le « discours rebel »). L'expulsion est finalement adoptée par 296 voix sur 424 présents. Puis, après l'annonce en mai 1940 du « plan Kazami » de création d'un parti unique pour soutenir le « nouveau système » sous la conduite de Fumimaro Konoe, Hatoyama rencontre secrètement le président du Rikken Minseitō, Chūji Machida, afin de créer un nouveau parti libéral anti-« nouveau système », mais tous deux finissent par abandonner face aux pressions de leur propre camp : les trois factions du Seiyūkai se dissolvent en juillet 1940 et le Minseitō fait de même le 15 août, pour s'unir au sein de l'Association de soutien à l'autorité impériale (Taisei Yokusankai).

## Un opposant discret durant la Guerre
Se constitue le 2 septembre 1941 à la Diète une « Fédération parlementaire d'assistance » (翼賛議員同盟, Yokusan Gi'in Dōmei), créée par le général Hideki Tōjō, nouveau Premier ministre, pour servir de groupe parlementaire au Taisei Yokusankai. Ichirō Hatoyama fait partie des rares parlementaires à ne pas y adhérer et constitue le 10 novembre 1941 un groupe dissident qui reprend le nom que celui qu'il avait déjà éphémèrement créé en 1926 : l'« Association des esprits semblables » (Dōkōkai). S'y retrouvent 36 autres opposants au régime militariste menant une résistance passive, sans faire de critiques ouvertes ni du conflit ni du Cabinet. Parmi eux se retrouvent de nombreuses figures modérées ou démocrates libérales : par exemple Yukio Ozaki (ex-Seiyūkai, doyen de la Diète où il est élu depuis les premières élections législatives en 1890, ancien ministre durant l'ère Meiji puis pendant la Première Guerre mondiale, surnommé le « dieu du constitutionnalisme » ou le « père du gouvernement proportionnel »), Tetsu Katayama (issu de l'ancien Parti des masses socialistes ou Shakai Taishūtō, mouvement de l'aile droite du socialisme d'avant-guerre), Hitoshi Ashida (ex-Seiyūkai, président du Japan Times).
Aux élections législatives du 30 avril 1942, Hatoyama et les membres du Dōkōkai se présentent comme candidats « non investis » (非推薦, Hi-suisen) par le Taisei Yokusankai et font campagne pour la défense de la démocratie parlementaire (mais soutiennent officiellement la guerre et le gouvernement), sans avoir de moyens de constituer de listes ou de mener une campagne organisée (alors que les candidats investis bénéficient d'une large couverture par les médias, des nombreuses organisations dépendant du Yokusankai et de l'intervention de l'État). Deux membres du Dōkōkai sont même arrêtés pendant la campagne (Yukio Ozaki et Hitoshi Ashida), avant d'être libérés le jour du vote, pour avoir un peu trop ouvertement marqué leurs critiques de la guerre et du gouvernement. Après le scrutin (qui voit l'élection de Hatoyama mais aussi de 84 autres « non investis », dont seulement 8 autres sortants du Dōkōkai), Hideki Tōjo fait du groupe du Taisei Yokusankai, rebaptisé « Association politique d'assistance » (翼賛政治会, Yokusan seijikai), dite Yokuseikai (翼政会), le seul autorisé, et donc le Dōkōkai est forcé de se dissoudre le 14 mai 1942. Hatoyama rejoint d'abord ce Yokuseikai. Mais il finit par s'opposer en mars 1943 à un amendement proposé par le Cabinet Tōjo de la loi spéciale sur les actes criminels en temps de guerre (ils sont finalement 30 députés à oser voter contre), le jugeant trop sévère, et quitte le groupe unique en juin 1943 pour rejoindre avec 5 autres députés les 8 parlementaires siégeant comme « non-inscrits » depuis 1941.
S'il reste député jusqu'à la fin de la Seconde Guerre mondiale, il vit une forme d'exil politique à partir de 1943 dans le bourg de Karuizawa dans le district rural de Kitasaku et la préfecture de Nagano, où il se consacre à l'agriculture et à la lecture.

## La création du Parti libéral puis la purge
Après la capitulation du Japon (il écoute le Gyokuon-hōsō à la radio le 15 août 1945 depuis Karuizawa) et le retour du pluralisme, il fonde le Parti libéral du Japon (Nihon Jiyūtō ou Jiyūtō) en octobre 1945 et en devient le premier président le 9 novembre 1945. Il souhaite en faire une grande formation partisane de la démocratie parlementaire sur le modèle occidental et pouvant éviter toute accusation de « collaboration » pendant la Seconde Guerre mondiale. Il s'appuie sur les anciens du Seiyūkai ou du Dōkōkai, qui s'opposent surtout à l'avènement d'une bureaucratie qui remplacerait les militaires et les aristocrates comme nouveau groupe dirigeant non démocratique, mais souhaite aussi attirer l'aile droite des socialistes d'avant-guerre ainsi que de nouveaux visages provenant de la politique locale, de la fonction publique, du milieu universitaire ou du journalisme. Il a 46 députés à sa création dont de nombreux élus avec l'étiquette du Taisei Yokusankai en 1942. Lors des élections législatives du 10 avril 1946, le Parti libéral obtient la victoire avec 13 505 746 voix, 24.36 % des suffrages exprimés et 141 sièges sur 466.

Ichirō Hatoyama semble alors le favori pour devenir Premier ministre. Mais le Commandant suprême des forces alliées d'occupation (SCAP), Douglas MacArthur, après une enquête sur son passé, émet le 3 mai 1946 une directive l'empêchant d'accéder à ce poste en le qualifiant de « personne indésirable » pour une telle fonction. Les raisons invoquées touchent alors essentiellement à sa participation aux gouvernements Seiyūkai de 1927 à 1929 et de 1931 à 1934, qui ont contribué à la réduction des libertés individuelles au Japon (dans le cadre surtout des politiques vigoureusement anti-communistes menées par ces administrations) dans le cadre de la loi de Préservation de la Paix de 1925, de son application et de ses nombreux amendements. La directive déclare ainsi : 
« En tant que Secrétaire général du Cabinet Tanaka de 1927 à 1929, il partage forcément la responsabilité pour la formulation et la promulgation sans l'approbation de la Diète d'amendements à la ainsi nommé loi de Préservation de la Paix, qui ont fait de celle loi l'instrument légal principal du gouvernement pour la suppression de la liberté d'expression et de la liberté d'assemblée, et ont rendu possible la dénonciation, la terrorisation, la capture et l'emprisonnement de dizaines de milliers d'adhérents de doctrines minoritaires défendant des réformes politiques, économiques et sociales, empêchant de ce fait le développement d'une opposition efficace au régime militariste japonais.

En tant que ministre de l'Éducation de décembre 1931 à mars 1934, il a été responsable de l'étouffement de la liberté d'expression dans les écoles au moyen de destitutions et d'arrestations massives d'enseignants suspectés de tendances "gauchistes" ou de "pensées dangereuses". La destitution, en mai 1933, du professeur Takigawa de la faculté de l'université de Kyoto sous l'ordre personnel d'Hatoyama est une illustration flagrante de son mépris pour la tradition libérale de liberté académique, et a donné un élan à la mobilisation spirituelle du Japon qui, sous l'égide des cliques militaires et économiques, a mené finalement la nation vers la guerre.
Non seulement Hatoyama participa ainsi au tissage du cadre d'une suppression impitoyable de la liberté d'expression, d'assemblée et de pensée, mais il participa également dans la dissolution forcée des anciens corps syndicaux. De plus, son approbation du totalitarisme, spécifiquement dans son application à la discipline excessive et au contrôle de la main-d’œuvre, est de nature à être notée. Sa recommandation qu'"il serait bien" de transplanter les dispositifs hitlériens anti-syndicaux au Japon révèle son antipathie innée au principe démocratique du droit du travailleur de s'organiser librement et de négocier collectivement par le biais de représentants de son propre choix. C'est une technique familière d'une dictature totalitaire, où qu'elle soit située, quel que soit son nom officiel et quelle que soit la manière dont elle s'est déguisée, d'affaiblir d'abord et ensuite de supprimer la liberté des individus de s'organiser pour un bénéfice mutuel. Quel que soit le service que Hatoyama ait pu rendre du bout des lèvres à la cause du parlementarisme, son soutien à la doctrine de la discipline excessive du travail l'identifie comme un outil de l'intérêt ultranationaliste qui a conçu la réorganisation du Japon sur une base économique totalitaire, comme un prérequis à ses guerres d'agression.
En mots et en actions, il a toujours soutenu les actes d'agression. En juillet 1937, il a voyagé en Amérique et en Europe occidentale comme un émissaire personnel du Premier ministre de l'époque Konoye (sic) pour justifier le programme expansionniste du Japon. Une fois à l'étranger, il a négocié des arrangements économiques pour soutenir la guerre contre la Chine et l'exploitation subséquente de ce pays après assujettissement. Avec duplicité, Hatoyama déclara au Premier ministre britannique en 1937 que "la Chine ne peut survivre à moins d'être contrôlée par le Japon", et que le motif principal derrière l'intervention en Chine impliquait le "bonheur du peuple chinois".

Hatoyama s'est présenté comme un anti-militariste. Mais dans une communication officielle, postée à ses électeurs durant les élections de 1942, dans laquelle il exposait son crédo politique, Hatoyama confirmait la doctrine de l'expansion territoriale par le biais de la guerre, mentionnée l'attaque de Pearl Harbor comme "heureusement… une grande victoire", affirmait comme un fait que la réelle cause des "incidents" en Mandchourie et en Chine était le sentiment antijaponais en Chine à l'instigation de l'Angleterre et de l'Amérique, ridiculisait ceux qui en 1928 et 1929 avait critiqué le Cabinet Tanaka, vantait ce Cabinet pour avoir liquidée la [précédente] diplomatie faible à l'égard de l'Angleterre et de l'Amérique, et jubilait que "aujourd'hui, la politique mondiale initiée par le Cabinet Tanaka est en train d'être réalisée de manière régulière". Sa propre identification avec la politique notoire de conquête mondiale de Tanaka, qu'elle soit réelle ou simplement opportuniste, marque en soi Hatoyama comme l'un de ceux qui ont trompé et induit en erreur le peuple du Japon vers la mésaventure militariste. »

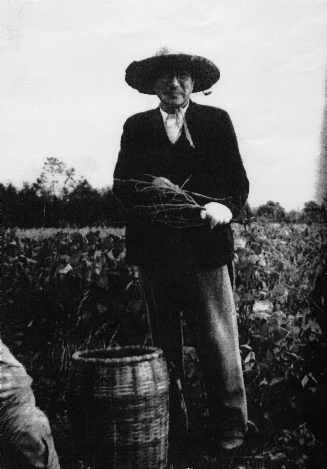
Ichirō Hatoyama durant sa traversée du désert après la purge, à Karuizawa en 1950

Il est ainsi touché par la purge menée par les forces d'occupation américaines au sein des classes dirigeantes japonaises en 1946. Il perd son mandat de député le 24 mai 1946 et retourne alors à Karuizawa mais reste une personnalité écoutée des dirigeants du Parti libéral, et entre en rivalité progressive avec son successeur à la tête du parti et qui est devenu Premier ministre à sa place, l'ancien diplomate Shigeru Yoshida. Ce dernier notamment rejette la possibilité envisagée par Ichirō Hatoyama d'un rapprochement avec l'aile droite du Parti socialiste japonais (PSJ), tels Tetsu Katayama (qui est momentanément chef de gouvernement de 1947 à 1948 à la faveur d'une alliance entre les socialistes ainsi que des dissidents du Parti libéral emmenés par le fidèle de Hatoyama Hitoshi Ashida qui se sont unis à des héritiers du Minseitō d'avant-guerre pour créer le Parti démocrate), et il soutient une politique de coopération avec la bureaucratie (dont il est issu) par laquelle « un État fort prendrait la préséance face à l'individu autonome et libéré ».
Durant ses années de retrait, Ichirō Hatoyama lit activement les œuvres du comte autrichien devenu ensuite français Richard Nikolaus de Coudenhove-Kalergi, tout particulièrement L'homme et l'État totalitaire qui a un fort impact sur sa pensée politique. Il reprend notamment son concept de fraternité, qu'il traduit en japonais et transcrit en kanji par yūai (友愛), dans la traduction qu'il fait de l'ouvrage sous le titre de Jiyū to Jinsei (『自由と人生』), soit littéralement « La liberté et la vie », publié en 1952. Il décrit sa vision politique à travers « une pensée de la fraternité » (友愛思想, Yūai shisō), « une révolution de la fraternité » (友愛革命, Yūai kakumei) et « une société de la fraternité » (友愛社会, Yūai shakai). Pour lui, en accord avec la vision de Coudenhove-Kalergi, le but de cette yūai est d'arriver à construire un « monde amical » par une forme d'« amour maternel ». En détail, cela inclut la construction de relations humaines telles que le respect, la compréhension et l'aide mutuels (ou la coopération mutuelle, ces trois derniers points étant présentés comme les trois principes de la fraternité), l'humanisme, le personnalisme, la chevalerie, le bushidō ou encore la galanterie, entre autres. En 1953, il crée la « Camaraderie de la jeunesse pour la fraternité » (友愛青年同志会, Yūai Seinen Dōshikai).

## L'apogée de sa carrière dans les années 1950

### Retour à la Diète

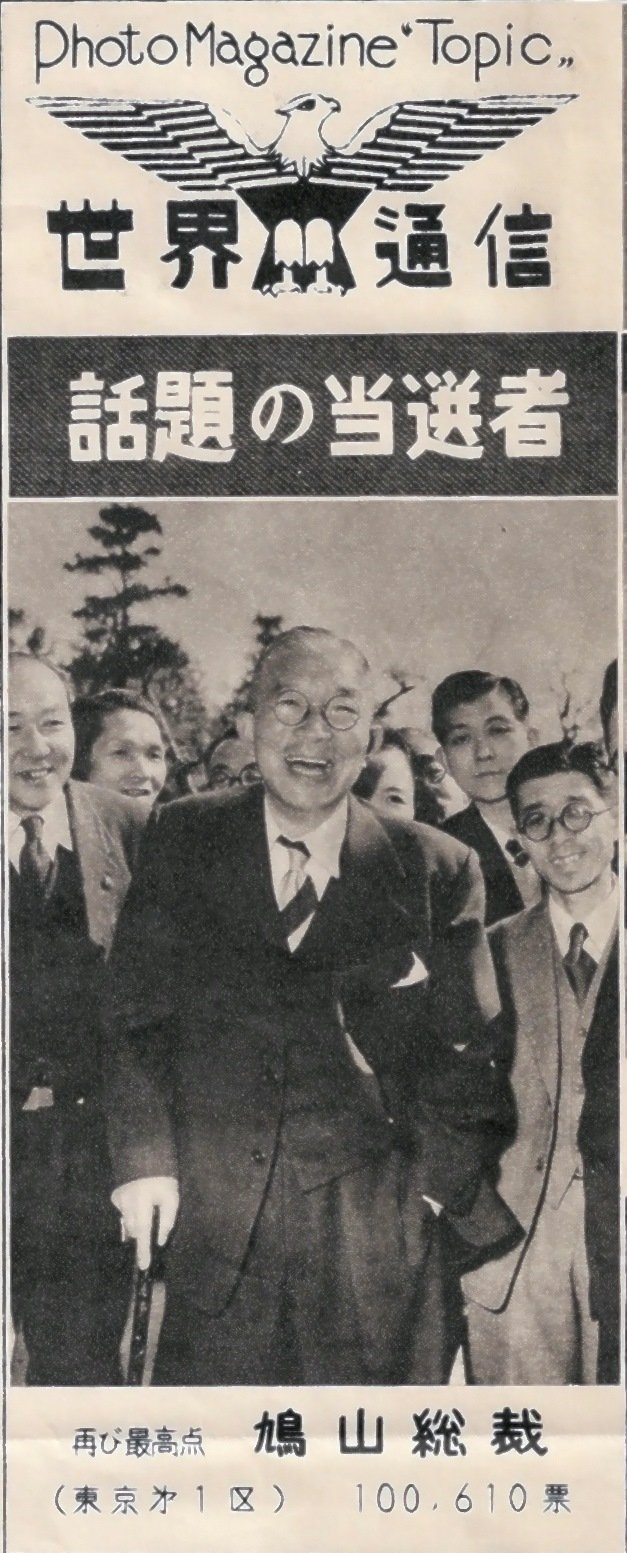
Annonce du résultat de la réélection de Hatoyama dans la presse pour les élections législatives de 1953

L'interdiction d'exercer des fonctions publiques est levée en 1951, mais il souffre la même année d'une hémorragie intra-cérébrale. Ses ennuis de santé ainsi ses malheurs passés lui entraînent une certaine sympathie auprès de l'opinion publique. Il retrouve son siège de député à l'occasion des élections législatives du 1er octobre 1952, étant réélu au vote unique non transférable dans l'ancien 1er district de Tokyo, soit les nouveaux arrondissements spéciaux de Chiyoda, Minato, Shinjuku, Chūō, Bunkyō et Taitō. Il s'agit de l'essentiel du centre historique de la capitale japonaise, correspondant à l'ancienne Edo.
Il a réintégré à cette époque le Parti libéral qu'il avait créé en 1945 et désormais bien contrôlé, après 6 ans de pouvoir, par Shigeru Yoshida. Celui-ci ne ressemble plus vraiment au mouvement des origines, la purge ayant entraîné un renouvellement de la classe politique qui a touché tout particulièrement ce parti (sur ses 46 députés fondateurs en 1945, sortants des élections de 1942, 30 avaient été touchés par la purge). De plus, de nombreuses dissidences, fusions et adhésions de parlementaires venant d'autres formations ont eu lieu depuis 1946. S'engage alors une lutte de personne, plus qu'idéologique (si ce n'est sur le poids à donner à la bureaucratie), entre les deux hommes pour la domination de la droite.
Sa carrière politique est notamment financée par le groupe de pneumatique Bridgestone, dont il a épousé la fille du fondateur.

### Rivalité avec Shigeru Yoshida

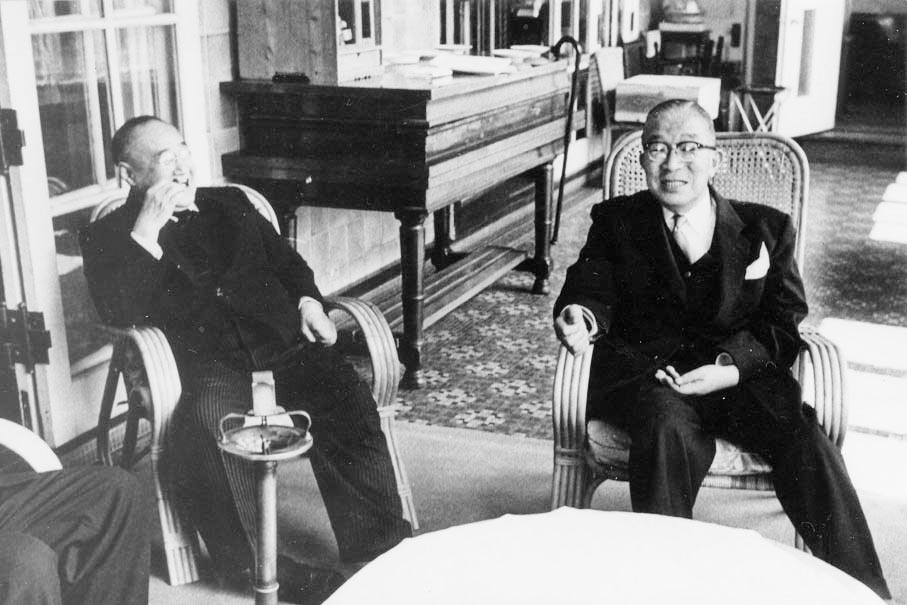
Ichirō Hatoyama (à dr.) et Shigeru Yoshida (à g.) à Hatoyama Hall à Tokyo, à une date indéterminée entre 1952 et 1954

Ichirō Hatoyama s'entoure de nombreux membres du Parti libéral qui lui sont restés fidèles ou s'opposent à Shigeru Yoshida, dont beaucoup sont d'anciens députés partis en 1946 et revenus à la Diète en 1952, parmi lesquels ses trois plus fidèles lieutenants Bukichi Miki (un ancien du Kenseikai dont il avait été le secrétaire général de 1924 à 1925, il avait été le président du conseil général, ou numéro trois, du Parti libéral de 1945), Ichirō Kōno (qui avait été le secrétaire général, ou numéro deux, du premier Parti libéral du temps où Hatoyama le dirigeait, il n'avait pas été purgé mais avait démissionné de lui-même en juin 1946 par fidélité à Hatoyama et hostilité envers Shigeru Yoshida) et Tanzan Ishibashi (ancien ministre du Trésor, ou des Finances, de 1946 à 1947, ancien journaliste libéral et anti-colonial d'avant-guerre, il avait un temps été proche des socialistes avant d'être recruté par Hatoyama en 1945, il est élu député pour la première fois en 1947 avant d'être purgé la même année pour avoir critiqué l'occupation par l'armée américaine). La campagne des législatives de 1952 a déjà été tendue entre les deux camps et, le 29 septembre 1952, Tanzan Ishibashi et Ichirō Kōno sont exclus pour avoir fait des commentaires critiques de Shigeru Yoshida. Ils ne peuvent réintégrer le parti que grâce à l'intervention de Hatoyama le 16 décembre suivant.
Le 28 février 1953, une motion de censure est déposée contre Shigeru Yoshida par l'opposition car le Premier ministre a traité de « stupide » un parlementaire lors de sa participation à une séance de questions au gouvernement. Le jour même, 22 parlementaires anti-Yoshida et pro-Hatoyama, dont surtout Tanzan Ishibashi et Bukichi Miki, déclarent vouloir voter cette motion (qui est adoptée le 14 mars) et créent un nouveau Parti libéral, dit Parti libéral séparatiste (分党派 自由党, Buntōha Jiyūtō) ou Parti libéral (faction Hatoyama) (自由党 (鳩山派), Jiyūtō (Hatoyama-ha)). Le 3 mars, ils sont rejoints par 15 autres membres de la Diète issus de la faction menée par Kōzen Hirokawa (jusque-là ministre de l'Agriculture par intermittence depuis 1950, il avait milité dans un parti social-démocrate avant-guerre avant de rejoindre le Rikken Seiyūkai) et le 18 mars, Ichirō Hatoyama est élu à sa présidence.
La motion de censure contre Shigeru Yoshida ayant été adoptée grâce à eux, des élections anticipées sont décidées pour le 19 avril 1953. Toutefois, si celles-ci entraînent la perte de la majorité absolue pour la faction Yoshida (qui retombe à 199 sièges sur 466), celui-ci garde une nette avance sur le camp de son rival (les 102 candidats du parti de Hatoyama n'ont réuni que 3 054 688 voix soit 8.38 % des suffrages et 35 élus, contre 38.95 % à celui de Yoshida). Lors de l'élection pour désigner un Premier ministre le 19 mai 1953, beaucoup de membres du Parti libéral pro-Hatoyama décident de voter pour Mamoru Shigemitsu (ancien ministre des Affaires étrangères qui a signé les actes de capitulation du Japon en 1945, condamné à sept ans de prison par le tribunal de Tokyo pour crimes de guerre et finalement libéré sur parole en 1950), le président du Parti réformateur (Kaishintō, héritier de l'ancien Parti démocrate et de plusieurs petits mouvements conservateurs ou centristes marginaux, devenu le principal parti d'opposition en 1952). Shigeru Yoshida n'obtient que 203 voix sur 466 contre 104 à Shigemitsu, et le premier n'est élu au second tour qu'à la majorité relative, uniquement parce que les 138 députés socialistes (eux-mêmes divisés à l'époque en deux partis rivaux, un dit « de droite » social-démocrate et un « de gauche » marxiste) se sont abstenus.
Si Hatoyama lui-même réintègre le Parti libéral principal dès novembre 1953, huit de ses partisans (surnommés plus tard, par les médias les « huit samouraïs », en référence au film Les Sept Samouraïs d'Akira Kurosawa sorti en avril 1954), dont surtout Bukichi Miki et Ichirō Kōno, restent dans l'opposition et constituent un autre Parti libéral du Japon (Nippon Jiyūtō). Leur but est de préparer un rapprochement avec le Parti réformateur, au sein duquel se trouvent aussi d'anciens compagnons de Hatoyama, dont surtout Hitoshi Ashida. Au Parti libéral principal, la faction Hatoyama et anti-Yoshida est renforcée grâce à l'action de Tanzan Ishibashi et de Nobusuke Kishi (ancien haut fonctionnaire en Mandchoukouo devenu ensuite ministre du Commerce et de l'Industrie de 1941 à 1943 puis sans portefeuille jusqu'en 1944, emprisonné en tant que suspect de crime de guerre de Classe A jusqu'en 1948 mais jamais jugé par le tribunal de Tokyo, il est purgé jusqu'en 1952 et est réélu député en 1953). Leur action est facilitée par une montée de l'impopularité de Shigeru Yoshida, gagné par l'usure du pouvoir et dont le gouvernement est touché en 1954 par un scandale de corruption liée à l'industrie de construction navale. Finalement, en novembre 1954, cette faction Hatoyama élargie quitte en bloc le Parti libéral principal pour s'unir au Nippon Jiyūtō et au Parti réformateur, formant ainsi le Parti démocrate du Japon (PDJ ou Nihon Minshutō). Ichirō Hatoyama en est élu président le 24 novembre 1954, Mamoru Shigemitsu en est le vice-président, Nobusuke Kishi le secrétaire général et Bukichi Miki le président du conseil général.
Forts de 120 députés sur 466, ils peuvent augmenter la pression sur le camp pro-Yoshida encore plus minoritaire qu'avant car redescendu à 191 représentants, et déposent ainsi le 6 décembre 1954 une motion de censure conjointe avec les deux partis socialistes. Plutôt que de l'affronter et devoir ainsi provoquer de nouvelles législatives anticipées, Shigeru Yoshida décide de la prendre de court en annonçant la démission de son Cabinet dès le lendemain, ouvrant la voix à l'arrivée d'Ichirō Hatoyama, après près de quarante ans de vie politique, à la tête du gouvernement.

### Premier ministre

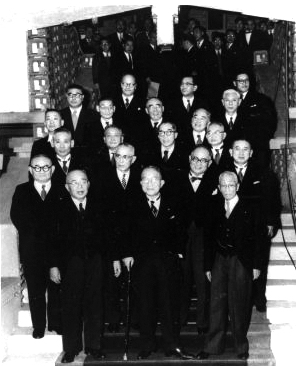
Photographie de famille du premier Cabinet Hatoyama sur le Otoko no Hanamichi, ou « Chemin fleuri de l'Homme », grand escalier du Kantei, le 10 décembre 1954

Ichirō Hatoyama est élu par la Chambre des représentants le 9 décembre 1954 par 257 voix sur 466 (soit ceux de son PDJ mais aussi celles des deux partis socialistes) contre 191 à Taketora Ogata (qui a succédé la veille à Shigeru Yoshida à la présidence du Parti libéral). À la Chambre des conseillers, il arrive également en tête mais avec une majorité relative, avec 116 votes contre 85 Il est nommé le lendemain par l'empereur Premier ministre et forme un gouvernement minoritaire uniquement constitué d'élus du Parti démocrate. En échange des voix des socialistes pour son élection, il a promis à ces derniers une dissolution rapide de la chambre basse.

#### Le «boom Hatoyama» des élections de 1955
La dissolution de la Chambre des représentants est finalement annoncée le 24 janvier 1955. Elle est surnommée la « Dissolution des voix célestes » (Ten no kō kaisan) car, à un journaliste qui lui demandait : « Pourquoi [avoir dissout] ce jour-là ? », il a répondu distraitement : « Parce que je l'ai entendu de voix célestes ».
La personnalité d'Ichirō Hatoyama et son principe du Yūai sont mis en avant durant la campagne du PDJ pour les élections législatives du 27 février 1955. Contrairement à Yoshida, qui maintenait une forte distance avec les journalistes, Hatoyama ouvre aux médias son quotidien (d'après le reporter du Yomiuri Shimbun Tsuneo Watanabe, le Premier ministre aurait lui-même déclaré : « Le couloir de ma maison est comme une autoroute ») et se construit une image d'homme ouvert, affable, à l'aise avec la population, honnête et aux bons antécédents familiaux. Si ses opposants ou ses critiques contemporains ou postérieurs parlent d'un acteur habile, tandis que ses partisans ou admirateurs mettent en avant de réelles qualités humaines, cette campagne rencontre un certain succès en permettant de faire naître un réel sentiment de sympathie à l'égard du nouveau Premier ministre dans l'opinion publique, effet qualifié par les médias puis les historiens de la politique japonaise contemporaine de « Boum Hatoyama » (鳩山ブーム, Hatoyama Būmu),.
Si le Parti démocrate ne réussit pas à atteindre la majorité absolue, il gagne toutefois un net ascendant au sein de la famille conservatrice avec 13 536 044 voix, 36.57 % des suffrages exprimés et 185 sièges sur 467, contre 26.61 % et 112 élus au Parti libéral. Le 18 mars 1955, Ichirō Hatoyama est réélu Premier ministre par 254 voix sur 467 (obtenant ainsi le soutien d'une partie des libéraux) contre 164 au chef du Parti socialiste « de gauche » Mosaburō Suzuki (qui fait ainsi le plein des deux tendances rivales socialistes, alors en plein rapprochement) à la Chambre des représentants, et par seulement 99 des 250 conseillers contre 58 au même adversaire. Il forme son deuxième gouvernement le 19 mars. Ne disposant toujours pas d'une majorité absolue, et face à la fusion en cours des deux mouvements socialistes (qui ont entamé les négociations en janvier 1954 et ont trouvé un accord électoral lors des législatives), Hatoyama s'attache alors à unir le Parti démocrate et le Parti libéral en un nouveau grand parti conservateur.
Le 26 mars 1955 il devient maître maçon, il avait été initié en   franc-maçonnerie le 29 mars 1951 dans la Tokyo Lodge n. 2.

#### La création du PLD

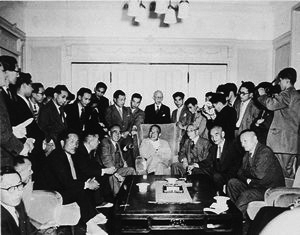
La première équipe dirigeante du PLD entourant Ichirō Hatoyama dans le salon de Hatoyama Hall à Tokyo en 1955

Les premiers appels en faveur d'une fusion proviennent du milieu des affaires, inquiet de la progression de la gauche lors des législatives, et l'un des lieutenants Hatoyama, Bukichi Miki, annonce son soutien à une telle unification. Les choses sont facilitées par la mise en retrait de Shigeru Yoshida au sein du Parti libéral.
La « Fusion conservatrice » (保守合同, Hoshu Gōdō) a finalement lieu le 15 novembre 1955 avec la création du Parti libéral-démocrate (PLD, Jiyū-minshutō ou Jimintō), nouveau grand parti de droite conservatrice libérale qui va gouverner le Japon sans discontinuer jusqu'en 1993, puis de nouveau en coalition de 1994 à 2009 et depuis 2012. Le nouveau parti dispose à sa création de 299 députés sur 467 et de 118 conseillers sur 250. Un Parti socialiste japonais (PSJ) unique ayant également été recréé en octobre de la même année (avec 166 représentants et 70 conseillers), ces deux évènements marquent le début du « système 1955 » (55年体制, gojūgonen taisei), bipartisme entre une tendance conservatrice dominante et une socialiste minoritaire mais bien implantée dans tout le Japon (surtout dans les circonscriptions urbaines) qui va marquer le Japon jusqu'en 1993. De plus, la rivalité traditionnelle et les différences de point de vue entre Hatoyama et Yoshida, de même que la présence d'une tendance « réformiste » héritière de l'ancien Parti réformateur, vont être à l'origine de l'organisation en factions du PLD. Shigeru Yoshida, pour sa part, va attendre le retrait d'Ichirō Hatoyama en 1957 pour accepter d'intégrer ce nouveau grand parti, et siège entretemps comme non inscrit.
Une présidence collective est mise en place dans un premier temps à la tête du Parti libéral-démocrate. Elle est composée des deux derniers dirigeants des partis défunts (Ichirō Hatoyama et Taketora Ogata jusqu'à ce qu'il décède le 28 janvier 1956) et de leurs deux derniers présidents des conseils généraux (le fidèle de Hatoyama Bukichi Miki pour le Parti démocrate et Banboku Ōno pour le Parti libéral, ce dernier étant tout de même un partisan de Hatoyama).
Ichirō Hatoyama fait démissionner son deuxième Cabinet le 22 novembre 1955 pour être réélu Premier ministre par sa nouvelle majorité (en raison des absences, il obtient 288 voix contre 150 au chef du PSJ Mosaburō Suzuki à la Chambre des représentants et 149 contre 64 à la Chambre des conseillers) et nommer le jour même son troisième et dernier gouvernement, afin d'y inclure des membres de l'ancien Parti libéral.
Le 5 avril 1956, il est élu comme seul président du PLD avec 394 voix sur 418, contre 4 à Nobusuke Kishi, 3 à Jōji Hayashi, 2 chacun à Tanzan Ishibashi, Mitsujirō Ishii, Shūji Masutani et Banboku Ōno, un chacun à Ichirō Kōno, Mamoru Shigemitsu, Tsurui Matsuno et Hayato Ikeda, et 5 non exprimés. Il nomme Nobusuke Kishi comme secrétaire général et numéro deux, Mitsujirō Ishii (dernier secrétaire général du Parti libéral) comme président du conseil général, Mikio Mizuta comme président du conseil de recherche politique (poste qu'il détenait au Parti libéral au moment de sa dissolution) et Emekichi Nakamura (ancien président du conseil de recherche politique du Nippon Jiyūtō) comme président du conseil des affaires de la Diète.

#### Une politique d'indépendance nationale

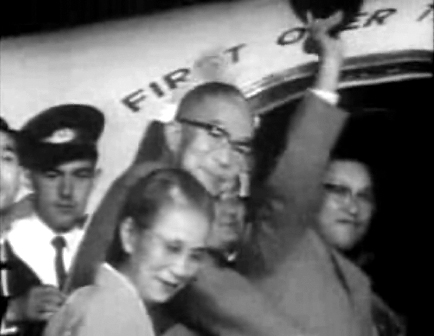
Ichirō Hatoyama et son épouse Kaoru, partant pour Moscou le 7 octobre 1956

Il milite avant tout pour faire retrouver au pays une place sur la scène internationale, et change ainsi la politique étrangère du Japon qui était restée exclusivement centrée sur les États-Unis sous Shigeru Yoshida. Pro-russe, il met l'accent sur le rétablissement de relations diplomatiques avec l'Union des républiques socialistes soviétiques (URSS), malgré le différend territorial sur les îles Kouriles qui fait échouer une première approche menée par son ministre des Affaires étrangères Mamoru Shigemitsu en juillet 1956, et malgré de fortes oppositions au sein du PLD (notamment au sein des factions héritières de Yoshida). Cette politique aboutit par sa visite à Moscou à partir du 7 octobre 1956, lors de laquelle il signe le 19 octobre 1956 avec le président du conseil des ministres de l'URSS Nikolaï Boulganine et le Premier secrétaire du comité central du Parti communiste de l'Union soviétique (PCUS) Nikita Khrouchtchev la déclaration conjointe nippo-soviétique qui rétablit les relations diplomatiques entre les deux pays et met fin à l'état de guerre (l'URSS ayant refusé de signer le traité de paix avec le Japon de 1951), tout en envisageant de continuer les négociations pour arriver à un traité de paix formel réglant notamment le conflit territorial sur les îles Kouriles. Elle est associée avec un protocole commercial qui prévoit l'application réciproque de la clause de la nation la plus favorisée et appelle au développement des échanges. Le Japon entre ensuite à l'ONU (ayant finalement obtenu le soutien de l'URSS dans le cadre de la déclaration conjointe) le 18 décembre 1956, quelques jours avant la fin du dernier gouvernement Hatoyama.
Il tente également de rendre le Japon plus indépendant des États-Unis sur le plan de la défense. Il crée le 1er juillet 1956 un Conseil de la Défense nationale (qui devient en 1986 l'actuel Conseil de sécurité), chargé de conseiller le gouvernement pour les questions de sécurité. Il a fait campagne lors des élections législatives pour réviser l'article 9 de la Constitution du Japon afin de « posséder des forces d'auto-défense » ayant un statut d'armée conventionnelle et pour pouvoir exercer le droit de légitime défense collective. Il fait voter en 1956 une loi pour la création d'une Commission du Cabinet sur la Constitution du Japon, installée en 1957 avec à sa tête Kenzo Takayanagi et qui va travailler pendant sept ans, soumettant en 1964 au nouveau Premier ministre Hayato Ikeda quelques propositions d'amendements qui ne vont pas être suivies d'effet. Il est très critique à l'égard du Traité mutuel de sécurité États-Unis-Japon (dit ANPO) signé par Shigeru Yoshida en septembre 1951 en marge du traité de San Francisco et en complément du programme d'assistance militaire des États-Unis à ses alliés. Hatoyama le juge trop unilatéral et injuste car il donne une grande influence à l'armée américaine au Japon (notamment des pouvoirs de police domestique) et parce qu'il ne stipule pas que les États-Unis sont obligés de défendre le Japon en cas d'attaque. Le ministère japonais des Affaires étrangères déclassifie et rend public le 27 juillet 2010 certains documents diplomatiques antérieurs à 1980, dont une proposition de révision de l'ANPO, daté du 27 août 1955 et présenté trois jours plus tard par Mamoru Shigemitsu à son homologue américain John Foster Dulles. Comprenant neuf articles, ce projet prévoyait d'autoriser le Japon à exercer son droit à l'auto-défense collective (son article 2 déclarant à ce sujet vouloir « maintenir et développer les capacités d'auto-défense individuelle et collective pour résister à des attaques armées »), l'extension de l'aire géographique du traité au Pacifique occidental (contre uniquement à l'Extrême-Orient dans l'accord de 1951) et, plus encore, le retrait du Japon de toutes les troupes américaines (l'article 5 affirmant que : « Tous les forces terrestres de l’U.S. Army et de la Navy complèteront leur retrait du Japon dans les 90 jours suivant la fin de l'année fiscale durant laquelle le programme de défense nationale sur le long terme du Japon aura abouti »). Le gouvernement japonais reçoit alors une fin de non recevoir de la part de l'administration américaine, et l'ANPO va être révisé (à travers des débats très vifs au Japon) en 1960 pour donner l'actuel traité de coopération mutuelle et de sécurité entre les États-Unis et le Japon.
La création du PLD permet la constitution de la première réelle majorité stable (et durable) depuis 1952, et les textes du gouvernement sont généralement adoptés, non sans susciter de vifs débats avec l'opposition socialiste (notamment concernant la révision de la constitution et de remilitarisation du Japon). Ainsi, le projet de budget pour l'année fiscale 1956 est adopté dans sa forme initiale, et donc en première lecture, avant la date butoir de la fin du précédent exercice en mars 1956, et par les deux chambres de la Diète, ce qui n'avait pas été le cas pour les budgets 1953, 1954 et 1955. Un seul de ses projets de loi ne peut être adopté en 1956, celui des « petits districts électoraux » (小選挙区, Shō-senkyo-ku). Cette réforme électorale, surnommée Hatomander (ハトマンダー, Hatomandā) par le PSJ, par contraction entre Hatoyama et Gerrymander (terme utilisé en Amérique du Nord et qui désigne un découpage électoral fait pour favoriser un camp plutôt qu'un autre), les circonscriptions à représentation multiple élue au vote unique non transférable par des districts n'élisant chacun qu'un seul député au scrutin uninominal majoritaire à un tour. Ce changement devait notamment servir au PLD d'atteindre plus facilement la majorité des deux tiers nécessaire pour mener à bien la révision de la Constitution. Le projet de loi est présenté à la Diète en mars 1956, passe la Chambre des représentants en mai suivant mais est rejeté par la Chambre des conseillers après des débats très vifs. Le fait que le PLD ne réussit toujours pas à atteindre la majorité absolue à l'occasion du renouvellement de la moitié de la chambre haute le 8 juillet 1956 (et ce de peu, à quatre sièges près, puisque le parti dispose désormais de 122 élus sur 450) enterre définitivement cette réforme,.
Le dernier criminel de guerre de classe A condamné à la prison à vie par le Tribunal de Tokyo à être encore emprisonné est libéré sur parole durant le passage d'Ichirō Hatoyama au poste de Premier ministre. Il s'agit de Kenryō Satō en mars 1956. Ichirō Hatoyama a en effet continué les efforts initiés par son prédécesseur pour militer en faveur de ces libérations auprès des États-Unis. Les premières libérations sur parole en masse ont commencé en 1954, à la suite d'un accord trouvé entre le secrétaire d'État américain John Foster Dulles et le gouvernement Yoshida de réduire de 15 à 10 ans la période minimale pour demander une libération sur parole d'un criminel de guerre condamné à perpétuité. Les libérations d'autres criminels de guerre, de classes B ou C, continuent jusqu'en 1958. Le 7 avril 1957, le gouvernement japonais, désormais dirigé par Nobusuke Kishi, annonce que, en accord avec les puissances représentées au Tribunal de Tokyo, que le dix derniers prisonniers de guerre à avoir été libérés sur parole ont reçu une clémence pleine et entière.

## De la démission au décès

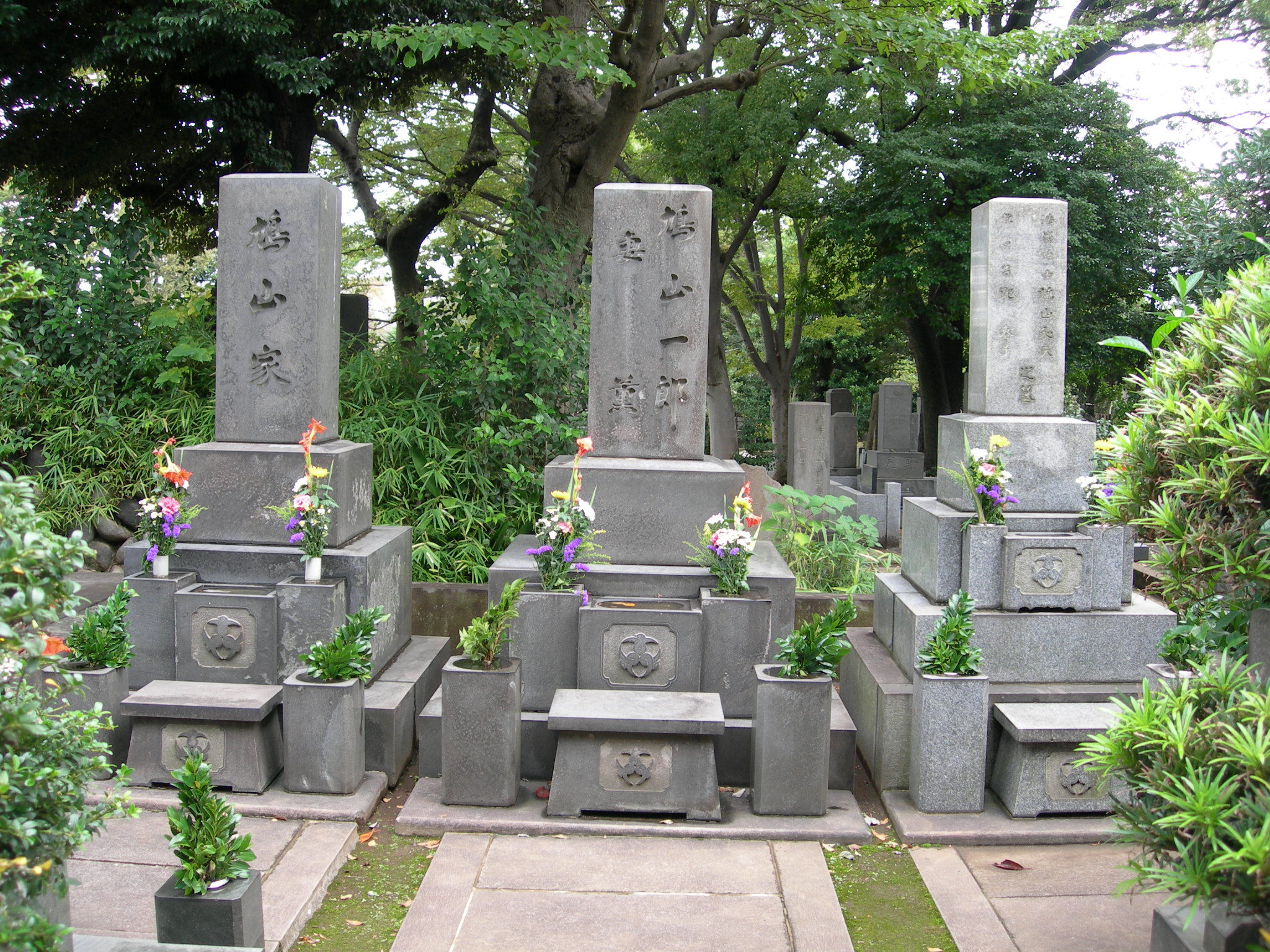
Les tombes d'Ichirō Hatoyama (au centre), de son épouse Kaoru (à dr.) et de leur famille (à g.), au Cimetière de Yanaka dans l'arrondissement de Taitō à Tokyo

Il démissionne de la présidence du PLD une fois atteint le principal objectif qu'il s'était fixé (à savoir le rétablissement des relations avec l'URSS) pour être remplacé par Tanzan Ishibashi le 14 décembre 1956, et reste Premier ministre jusqu'à ce que ce dernier lui succède aussi à ce poste le 23 décembre suivant.
Il est réélu une dernière fois à la Chambre des représentants, toujours pour l'ancien 1er district de Tokyo, lors des élections législatives du 22 mai 1958.
Il décède dans sa demeure de Hatoyama Hall, dans l'arrondissement de Bunkyō à Tokyo, le 7 mars 1959. Il est inhumé au Cimetière de Yanaka (arrondissement de Taitō). Il reçoit, à titre posthume, le Grand cordon de l'Ordre du Chrysanthème.

## Vie personnelle
Hatoyama est chrétien baptiste.